# La tigre e la neve
La tigre e la neve è un film del 2005 diretto e interpretato da Roberto Benigni, con la collaborazione alla sceneggiatura di Vincenzo Cerami.
La pellicola ottenne due Nastri d'argento 2006: miglior soggetto e migliore fotografia. L'anno dopo l'uscita del film Benigni e Cerami hanno deciso di pubblicare un romanzo omonimo tratto dalla sceneggiatura.

## Trama
Roma, 2003. Attilio De Giovanni è un poeta e docente di letteratura italiana. Ha un sogno ricorrente, quello di sposarsi con Vittoria in una notte di luna piena presso un esotico edificio antico all'aperto, tra rovine di Roma, dove si trovano riuniti anche i poeti Eugenio Montale, Giuseppe Ungaretti, Jorge Luis Borges e Marguerite Yourcenar, oltre al cantautore Tom Waits, che canta al pianoforte una struggente You Can Never Hold Back Spring, accompagnando l'ingresso della sposa.
Sia sul lavoro che nel tempo libero Attilio ha un carattere aperto e gioviale, fin da piccolo ama molto la poesia e cerca di comunicarlo sia ai suoi alunni durante le lezioni, sia alle due sue figlie, Rosa ed Emilia, avute da una passata relazione, e ormai grandi, che spesso gli fanno domande sulla sua professione. In casa, il poeta viene altresì aiutato da una collaboratrice familiare di nome Carla, mentre sul lavoro, a scuola, ha da poco avuto una breve e recente relazione con la professoressa di inglese Nancy Brahm, che ancora lo desidera insistentemente.
La sua fama nell'ambiente letterario si accresce dopo il premio che riceve per il suo primo libro di poesie, La tigre e la neve. Un pomeriggio Attilio, insieme al suo collega Ermanno si reca a una conferenza del poeta iracheno Fuad, suo amico nell'ambiente letterario da circa tre anni. Lo scrittore, che era giunto a Roma per presentare il suo libro di poesie Du feu de l'exil, da anni vive a Parigi in esilio volontario, ma con il protrarsi della guerra civile contro il dittatore Saddam Hussein e lo scoppio della Seconda Guerra del Golfo, decide di ritornare a Baghdad per aiutare la sua gente. Tuttavia, la critica letteraria Vittoria (che è anche la donna che si manifesta sempre nei sogni di Attilio), dovendo completare una biografia di Fuad, decide di seguirlo fino a Baghdad. Prima della sua partenza però, Attilio, che aveva già incontrato Vittoria parecchie volte, prova a corteggiarla invitandola a casa sua, ma questa fugge, abbandonandolo all'improvviso mentre, servendo dello champagne, il poeta le manifesta chiaramente il suo eterno amore.
Poco dopo l'arrivo in Iraq, Vittoria rimane gravemente ferita alla testa per il crollo di un palazzo durante un bombardamento angloamericano, e cade in un profondo coma, con relativo edema cerebrale. Nella notte, l'amico Fuad informa Attilio dell'accaduto, e quest'ultimo decide immediatamente di partire per l'Iraq; non trova però un aereo di linea che possa raggiungere un paese in guerra, e riesce quindi ad arrivare solo alle porte di Baghdad fingendosi chirurgo, e aggregandosi ad una missione di ponte umanitario della Croce Rossa Italiana. Ben presto però, è costretto a fronteggiarsi con la cruda realtà del luogo, molto diverso dall'Italia nei costumi e nelle attrezzature. Non ci sono infatti strutture adatte per curare la donna, che rischia seriamente la vita da lì a poche ore, e quindi Attilio, disperato, si rivolge a Fuad. L'iracheno fa di tutto per aiutare l'amico. Non trovando nessuna farmacia aperta in città a causa della guerra, lo accompagna da Al Giumeili, un suo vecchio conoscente, droghiere e farmacista molto saggio che coglie la gravità della situazione e discerne l'amore sincero dell'uomo; perciò consiglia ai due come preparare un composto a base di glicerina, che possa salvare Vittoria almeno dalla imminente morte. Attilio ringrazia l'uomo, e insieme a Fuad prepara il medicinale. Si reca quindi da Vittoria, mettendo la sua barella in uno stretto sottoscala dell'ospedale, unico posto disponibile in una struttura ospedaliera affollata.

Tuttavia, pur salvandola dalla morte, il coma della donna persiste, dunque Attilio, dopo averle preso anche una bombola d'ossigeno trovata in un bazar, parte alla ricerca di medicinali migliori, delle flebo e altri farmaci. Arriva quindi con una motoretta fino alla centrale della Croce Rossa Italiana, tuttavia abbastanza lontana dalla città, dove può fare rifornimento di medicinali e attrezzature sanitarie. Ma al ritorno, nuovamente si scontra con le difficoltà della città teatro di guerra; ad un posto di blocco, viene fermato dai militari statunitensi che, credendolo un terrorista tentano di sparargli, ma poi, ritenuto inoffensivo, lo lasciano passare.

Poco tempo dopo, Attilio scopre l'amico Fuad morto suicida impiccato, probabilmente per il troppo dolore causato dallo strazio del suo amato paese. Fuad infatti già aveva manifestato al suo amico le preoccupazioni che affliggevano il suo animo, ma Attilio non ci aveva fatto tanto caso, perché pensava solo a Vittoria.
Grazie alle ultime cure con medicinali validi la donna, a sorpresa, esce dal coma, quindi guarisce rapidamente ed è pronta per tornare in Italia. Attilio però non riesce a vederla quando si risveglia, perché viene coinvolto in un attacco terroristico nella città, quindi arrestato. Si salva fortunosamente solo grazie a uno dei militari americani del posto di blocco, che lo riconosce.
Attilio ora può finalmente tornare a Roma per riabbracciare le figlie, dopo aver affrontato dei problemi legali per via di una vecchia causa di pignoramento. Ma quello a cui pensa di più il poeta è la salute di Vittoria, che gli aveva detto di sposarlo solo se avesse visto una tigre sotto la neve, come diceva il suo libro. Sembra impossibile che l'evento si realizzi, ma proprio il giorno in cui Attilio e lei tornano in Italia, alcuni animali fuggono da un circo incendiato ed occupano una strada; i fiocchi bianchi di peluria che a primavera cadono dai pioppi completano la scena, dando l'impressione che stia nevicando davvero. Proprio in quel momento Vittoria, dall'auto, vede una tigre (scappata dallo zoo) sotto i fiocchi dei pioppi.
Tornato Attilio dalle sue figlie Rosa ed Emilia nel giardino di casa, si scopre soltanto alla fine del film che la loro madre era proprio Vittoria, che le aveva avute insieme al poeta molti anni prima, e che i due non si erano mai sposati, anzi, Vittoria si era anche separata da lui poco tempo prima, mentre Attilio era rimasto, da sempre, innamorato di lei.

Attilio viene a conoscenza dalle figlie che la mamma Vittoria era stata gravemente ferita in Iraq, ed era stata strappata alla morte da un'eroica persona, un medico italiano rimasto anonimo. Tuttavia, alla fine, grazie al gesto del bacio in fronte che Attilio le dà abitualmente per salutarla, Vittoria, anche se era rimasta in coma, si ricorda di questo inconfondibile gesto e, grazie a questo labile ricordo, scopre che questa persona era lui, lo stesso Attilio. Commossa, Vittoria guarda l'uomo che, felice, si allontana dal giardino.

## Produzione
Dopo Pinocchio, Benigni sceglie di realizzare un'opera completamente diversa, sullo sfondo della guerra in Iraq. Il film è stato girato in Tunisia.
All'inseguimento di un sogno a doppio volto (e con finale a sorpresa), nel vano (e concitato) tentativo di catturare l'attimo che fugge, Benigni ripercorre nella sequenza iniziale le orme dello stralunato ma innovativo professor Keating del carpe diem oraziano in un inno all'amore. Nelle scene del sogno appaiono, grazie alla computer grafica, i poeti Eugenio Montale, Jorge Luis Borges, Marguerite Yourcenar e Giuseppe Ungaretti.

## Colonna sonora
Data di uscita: 28 ottobre 2005
Autore: Nicola Piovani
Numero tracce: 21.
Titoli e tracce:
- 1. Tom Waits - You Can Never Hold Back Spring
- 2. La tigre e la neve
- 3. Promenade del cammello
- 4. You Can Never Hold Back Spring
- 5. Notte fonda
- 6. Bazar
- 7. Lampi traccianti
- 8. Lampi del tram
- 9. Attilio e Vittoria
- 10. Minareti
- 11. Sogni di Vittoria
- 12. Tom Waits - You Can Never Hold Back Spring (sarongi + vox)
- 13. Fuad il poeta
- 14. Le scarpe nuove
- 15. La banda amorosa
- 16. Marcetta per banda
- 17. Valzer per banda
- 18. La catenina rubata
- 19. Notte fonda
- 20. Attilio e l'asinello
- 21. Tom Waits - You Can Never Hold Back Spring (piano + vox)

## Distribuzione
Il film è uscito in Italia il 14 ottobre 2005.

## Accoglienza

### Incassi
Con un costo stimato di circa 35 milioni di dollari, al dicembre 2006 ha globalmente incassato circa 24 milioni di dollari, di cui 14.848.281 in Italia (febbraio 2006).

### Critica
Uscito nelle sale USA, la maggior parte dei critici americani ha stroncato il film. Dal San Francisco Chronicle che lo definisce "uno dei peggiori film del 2006", al Daily News che sottolinea come "Benigni chiaramente vuole proporci un'appassionata descrizione della futilità della guerra, della potenza dell'amore e della durevole forza dell'ottimismo. Tuttavia, l'innocenza della sua persona, che una volta era attraente, con il tempo si è inacidita".
Ancora più pesanti il New York Times e il Los Angeles Times: il primo etichetta il film come "un affronto bruciante all'intelligenza degli italiani, degli iracheni e del pubblico cinematografico ovunque" mentre il secondo se la prende con Benigni che trova "indulgente con se stesso e insopportabile" liquidando la pellicola come "una sciocchezza vergognosa, del tutto prevedibile, cupa e poco divertente". Il film ha ricevuto 22 su 100 su Metacritic.

## Riconoscimenti
- Nastro d'argento
  - 2006 - Vinto (Miglior soggetto)
  - 2006 - Vinto (Migliore fotografia)

## Citazioni di altre opere
Nel film sono citati versi e passaggi prosaici di almeno una dozzina di poeti e romanzieri tra cui:
- Nella scena del sogno Vittoria cita alcuni versi di Nazım Hikmet (la terra come una madre allatta la sua creatura più bella)
- Durante la scena della cena Attilio cita la celebre Ho sceso dandoti il braccio di Eugenio Montale, quelli di Giochi ogni giorno di Pablo Neruda e un passaggio del Don Chisciotte di Cervantes (Sull'orologio del tempo è scritta una parola sola, ora!)
- Mentre Attilio beve il caffè con Vittoria cita i versi della celebre canzone di Paolo Conte Via con me, mentre in TV viene trasmesso lo spaghetti western di Sergio Leone Il buono, il brutto, il cattivo. Poco dopo, dopo aver inseguito il tram su cui Vittoria sta scappando, Attilio le rinfaccia le stesse parole di Tuco alla fine del film citato sopra e dopo esplica i versi della poesia di Gabriele D'Annunzio La pioggia nel pineto.
- La copertina del libro di Attilio La tigre e la neve è il dipinto Vecchia tigre nella neve di Katsushika Hokusai.